# Cosmopirnodus tridactylus
Cosmopirnodus tridactylus är en kvalsterart som beskrevs av Sandór Mahunka 1988. Cosmopirnodus tridactylus ingår i släktet Cosmopirnodus och familjen Oripodidae. Inga underarter finns listade i Catalogue of Life.